# کلیک (کبودرآهنگ)
کلیک (کبودرآهنگ)، روستایی از توابع بخش گل‌تپه شهرستان کبودرآهنگ در استان همدان ایران است.

## جمعیت
این روستا در دهستان مهربان سفلی قرار دارد و براساس سرشماری مرکز آمار ایران در سال ۱۳۹۵، جمعیت آن ۲۵۸ نفر (۷۹ خانوار) بوده‌است.